# Leucopogon alternifolius
Leucopogon alternifolius är en ljungväxtart som beskrevs av Robert Brown. Leucopogon alternifolius ingår i släktet Leucopogon och familjen ljungväxter. Inga underarter finns listade i Catalogue of Life.